# Piotr Pyszniak
Piotr Pyszniak (ur. 9 lipca 1992) – były polski koszykarz grający na pozycji rozgrywającego. Obecnie dyrektor sportowy w Siarce Tarnobrzeg.
Wychowanek Siarki Tarnobrzeg (od sezonu 2011/2012 występującej pod nazwą Jezioro Tarnobrzeg), w której występował od 2010 do 2014 roku. W swojej karierze reprezentował także barwy OSSM PZKosz Stalowa Wola i UMKS Kielce. Rozegrał 31 meczów w Polskiej Lidze Koszykówki, w których zdobył łącznie 34 punkty. Przed sezonem 2014/2015 zakończył karierę koszykarską.
Syn Zbigniewa Pyszniaka, prezesa i trenera Jeziora Tarnobrzeg, a także byłego koszykarza.